# Żelazny koń
Żelazny koń (ang. The Iron Horse, inny tyt. pol. Ognisty potwór) – pierwszy western amerykańskiego reżysera Johna Forda z 1924 roku. Film przedstawiający historię budowy linii kolejowej Union Pacific Railroad. Film ukazuje różnorodne charaktery ludzi na tle tej budowy.

## Obsada
- George O’Brien
- Madge Bellamy
- Cyril Chadwick